# Sigfrido Martín Begué
Sigfrido Martín Begué (Madrid, 19 de abril de 1959-31 de diciembre de 2010) fue un pintor, arquitecto y diseñador español vinculado a la movida madrileña.

## Biografía
Licenciado en la Escuela Técnica de Arquitectura de Madrid, protagonizó su primera exposición individual en 1976 y al fallecer contaba con obra en el Museo Municipal de Arte Contemporáneo de Madrid, el Museo Centro de Arte 2 de Mayo de Móstoles, la Colección La Caixa y el Museo Patio Herreriano de Valladolid.
También llevó a cabo proyectos de diseño escenográfico para el Teatro Español, la Ópera de Florencia y el Teatro Verdi de dicha ciudad italiana, y en el año 2001 ideó una serie de ninots para las fallas de Valencia.
Además, fue comisario de varias exposiciones, entre ellas la organizada por el Museo Nacional Centro de Arte Reina Sofía en 1987 para conmemorar el centenario del nacimiento de Le Corbusier, o la titulada 'Viaje alrededor de Carlos Berlanga', (Sala de exposiciones El Águila, Madrid, 2009).